# الشهابي (الأنبار)
قرى الشهابي هي مجموعة من القرى تحمل اسم القبيلة التي تسكنها.
تمتد حدودها من مركز ناحية الكرمة شرق الفلوجة إلى حدود السجر،  وتقسم إلى ثلاثة مناطق هي:
- الشهابي الأولى
- الشهابي الثانية
- الشهابي الثالثة

تمتاز بطابع عشائري. يقطنها سكان ينتمون إلى عشائر مختلفة منها الجميلات والبوعيسى والبوخليفة وغيرها من العشائر. تعد الشهابي الثانية هي مركز المنطقة حيث يوجد فيها مركز للشرطة ومستوصف صحي وكذلك ثانوية.